# Chiesa di Santa Maria Maggiore (Poirino)
La chiesa di Santa Maria Maggiore è la  parrocchiale di Poirino, in città metropolitana e arcidiocesi di Torino; fa parte del distretto pastorale Torino Sud-Est.

## Storia
La prima citazione di una chiesa a Poirino, attestata con il nome di S. Maria del Porcile, risale al 1250.
Un nuovo luogo di culto fu iniziato nel 1442 e poi consacrato il 13 aprile 1492 da monsignor Bernardino Vacca, vicario dell'arcivescovo Domenico della Rovere; nel Cinquecento, tuttavia, il tempo venne profanato da truppe francesi e pertanto il 21 marzo 1593 monsignor Vespasiano Grimaldi celebrò una nuova consacrazione.
Nel XVIII secolo la parrocchiale fu interessata da un intervento di ampliamento in occasione del quale si provvide a realizzare due cappelle; nel 1912 venne costruita la nuova facciata su disegno dell'ingegnere Francesco Casabella.
La chiesa fu adeguata alle norme postconciliari mediante l'aggiunta dell'ambone e dell'altare rivolto verso l'assemblea; la scritta venne restaurata tra il 2005 e il 2007.

## Descrizione

### Esterno
La facciata a salienti della chiesa, rivolta a ponente, è suddivisa da una cornice marcapiano aggettante in due registri, entrambi scanditi da lesene e abbelliti da specchiature; quello inferiore presenta al centro il portale maggiore, sormontato da un medaglione con l'affresco dell'Annunciazione, e ai lati gli ingressi secondari e due nicchie ospitanti le due statue dei Santi Giuseppe e Rocco, mentre quello superiore, affiancato da due volute, è caratterizzato dal rosone di forma ovale e coronato dal timpano triangolare.
Annesso alla parrocchiale è il campaniletto a pianta quadrata, la cui cella presenta su ogni lato una monofora ed è coperta dal tetto a quattro falde.

### Interno
L'interno dell'edificio è suddiviso da pilastri abbelliti da semicolonne sorreggenti degli archi a tutto sesto in tre navate, sulle quali si affacciano le cappelle laterali e di cui la centrale coperta dalla volta a botte e le laterali da volte a crociera; al termine dell'aula si sviluppa il presbiterio, rialzato di tre gradini, ospitante l'altare maggiore marmoreo e chiuso dall'abside.
Qui sono conservate diverse opere di pregio, tra le quali la pala con soggetto l'Annunciazione, eseguita nel 1843 da Jaques Guille, gli affreschi raffiguranti la Deposizione di Gesù dalla croce, la Presentazione al tempio di Maria, la Visita a Elisabetta e l'Adorazione dei Magi, dipinti da Roberto Bonelli, e la statua ritraente la Vergine, risalente al 1808.